# Шмідт Федір Іванович
Федір Іванович Шмідт (Йохан-Теодор Шмідт) (нар. ?, Москва, Російська імперія — 1937, Соловки, РРФСР, СРСР) — залізничник, начальник Південно-Західних і Південних залізниць.

## Освіта
- 1871 — закінчив фізико-математичний факультет університету із ступенем кандидата математики.
- 1875 — закінчує Інститут інженерів шляхів сполучення у званні цивільного інженера, з правом виконання робіт.

## Кар'єра
- 30 червня 1879 — зарахований до товариства Харківсько-Миколаївської залізниці.
- 1882 — проведений у статські радники (наказом МШС № 112 від 13 грудня 1882).
- 1884 — проведений в колезькі асесори (наказом № 110 від 30 грудня 1884).
- 1885 — призначений начальником ділянки служби колії Харківсько-Миколаївської залізниці (наказом № 77 від 10 червня 1885).
- 1888 — призначений виконуючим обов'язки начальника служби колії Харківсько-Миколаївської залізниці (наказом № 62 від 2 жовтня 1888).
- 1890 — затверджений начальником служби колії Харківсько-Миколаївської залізниці (наказом № 2 від 2 січня 1890).
- 1898-1901 — начальник Харківсько-Миколаївської залізниці[1]
- 1902–1906 — начальник Катериненської залізниці
- 1906 — вступив в управління Південно-Західними залізницями. Текст наказу від 7 січня 1906 № 802 «Про вступ в управління Південно-Західними залізницями інженера Ф. І. Шмідта»:

| Згідно з повідомленням начальника Управління залізниць від 15/16 грудня 1905 року за №48524, я призначений начальником Південно-Західних залізниць. Цього числа управління цими залізницями прийняв від виконуючого обов'язки начальника залізниць, начальника комерційної служби інженера Хижнякова, про що і оголошую для відома по Південно-Західних залізницях. |
- 1906-1907 — начальник Курсько–Харківськово–Севастопольскої залізниці. 1 січня 1907 відбулося злиття Курсько-Харківсько–Севастопольської і Харківсько-Миколаївської залізниць в одне управління.[1]
- 1907 — начальник Південних залізниць.[1]

## Відзнаки
- Нагороджений орденом Святого Володимира 4-го ступеня, про що повідомлено наказом МШС №31 від 9 квітня 1889.